# Distrito de Cimișlia
El distrito de Cimişlia es uno de los raion en el sur de Moldavia. 
Su centro administrativo (Oraş-reşedinţă) es la ciudad de Cimişlia. 

## Demografía
En el censo 2014 su población era de 49 299 habitantes.

## Subdivisiones
Comprende la ciudad de Cimișlia (con sus pedanías Bogdanovca Nouă, Bogdanovca Veche y Dimitrovca) y las siguientes comunas:
- Albina
- Batîr
- Cenac
- Ciucur-Mingir
- Codreni
- Ecaterinovca
- Gradişte
- Gura Galbenei
- Hîrtop
- Ialpujeni
- Ivanovca Nouă
- Javgur
- Lipoveni
- Mihailovca
- Porumbrei
- Sagaidac
- Satul Nou
- Selemet
- Suric
- Topala
- Troiţcoe
- Valea Perjei